# سیستوگرافی
در رادیولوژی و اورولوژی، سیستوگرافی (مثانه بینی) روشی است که برای مشاهده و بررسی مشکلات مثانه استفاده می‌شود.
با استفاده از کاتتر ادراری، کنتراست(ماده حاجب) رادیویی در مثانه تزریق می‌شود و تصویربرداری اشعه ایکس انجام می‌گیرد. از سیستوگرافی می‌توان برای ارزیابی سرطان مثانه، ریفلاکس وزیکویورترال، پولیپ مثانه و هیدرونفروز استفاده کرد. این روش نسبت به CT لگن به اشعه کمتری نیاز دارد، اما حساسیت و اختصاصیت آن کمتر از MRI یا CT است. برای ارزیابی مقدار ادرار باقیمانده در مثانه در بزرگسالان، بیمار ۳ مرحله ادرار کرده و تصویربرداری انجام می‌شود، که برای ارزیابی اختلال عملکرد انقباض مثانه مفید است. گاهی یک رادیوگرافی نهایی نیز از کلیه‌ها پس از اتمام مراحل مذکور برای ارزیابی رفلاکس وزیکویورترال مخفی انجام می‌گیرد. 